# Lampugnani (famiglia)
I Lampugnani sono un'antica famiglia patrizia di Milano, alla quale Filippo Maria Visconti (duca di Milano) assegnò il feudo di Trecate.

## Storia

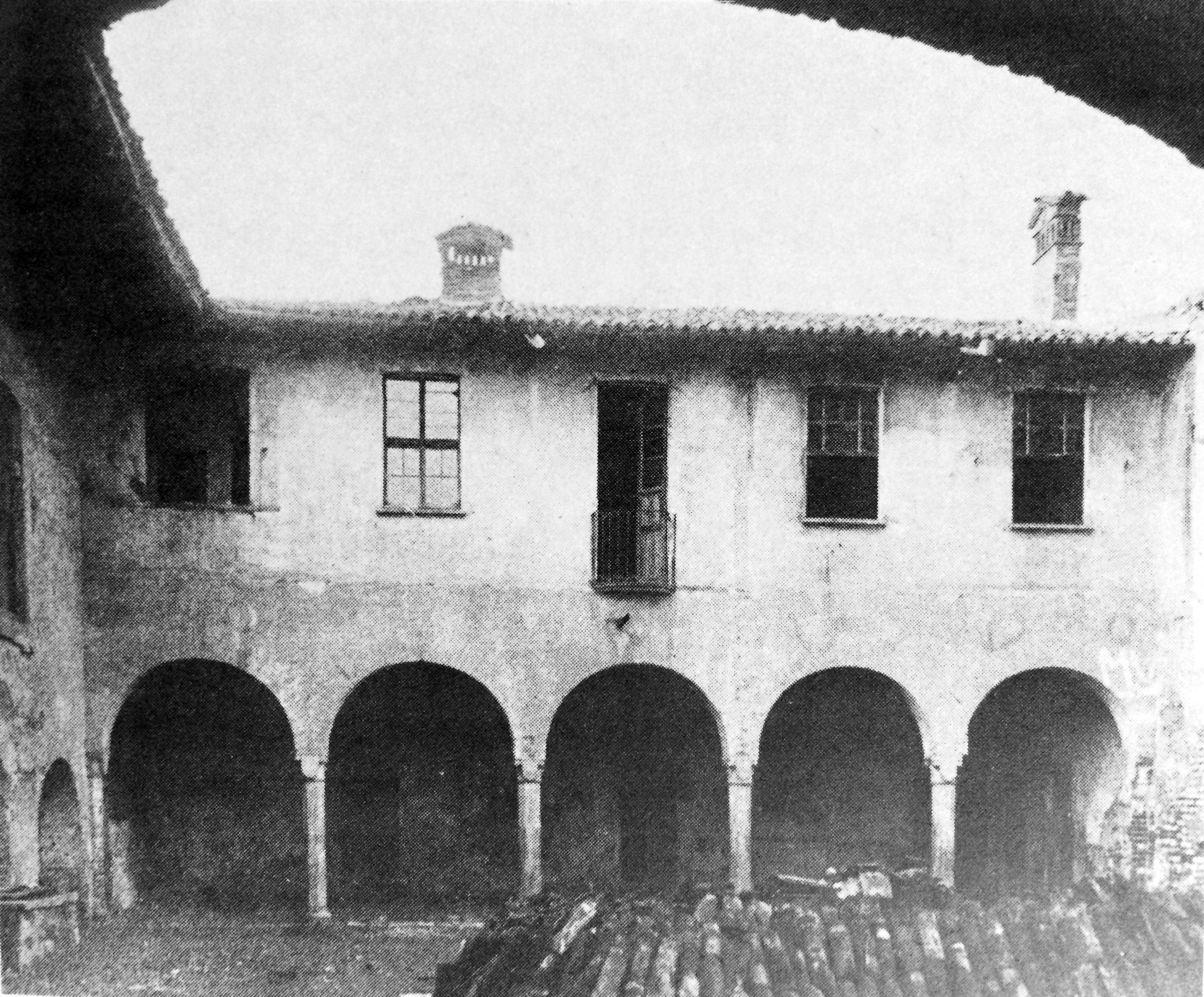
Il cortile interno del Maniero Lampugnani, edificio storico di Legnano che venne costruito prima del 1419 e che fu demolito nel 1927

Il nome della famiglia ha origine da Lampugnano, quartiere di Milano che fino al 1841 era comune autonomo. In origine, infatti, il cognome della famiglia era Da Lampugnano, poi mutato nei secoli in Lampugnani. Le prime tracce documentate della famiglia sono datate all'XI secolo, intorno all'anno 1000. Altra antica testimonianza scritta che cita la famiglia è un atto del 1108, dove viene menzionato un Guitardo, figlio di Anselmo da Lampugnano.
Il primo membro della famiglia a lasciare tracce importanti sui documenti è Umberto da Lampugnano, figlio di Oldrado I. Oldrado I da Lampugnano svolse alcuni servizi per i signori di Milano, mentre il figlio Umberto ricoprì importanti ruoli alla corte milanese: laureato in legge all'università di Pavia, di cui fu anche lettore di diritto canonico dal 1372 al 1381, venne coinvolto nel 1395 da Gian Galeazzo Visconti, grazie alle sue conoscenze accademiche, nell'amministrazione del Ducato di Milano. Nello specifico, Umberto diventò maestro generale delle entrate e consigliere ducale. Umberto abitava a Milano, nei pressi della Porta Vercellina medievale.
In questo contesto tutti i cinque figli maschi di Umberto, Maffiolo, Oldrado II, Pietro, Giovanni e Giorgio, ebbero occasione di essere poi coinvolti, con ruoli differenti, nell'amministrazione del ducato. Umberto aveva anche tre figlie femmine, Franceschina, Giovanna e Giustina. Sui suoi figli spiccò Oldrado II, che ebbe poi un'importante carriera politica, tanto da diventare precettore di Filippo Maria Visconti, uno dei figli di Gian Galeazzo. Di questi anni sono le prime notizie sulla presenza dei Lampugnani a Legnano, che sono datate 1385 e che si riferiscono proprio a Umberto da Lampugnano, mentre risale al 1374 la menzione di Faciolo da Lampugnano, che risiedeva invece a Parabiago. I Lampugnani si stabilirono anche a Busto Arsizio: sul più antico documento che li cita, che risale al 1399, compaiono diversi membri di questa famiglia.

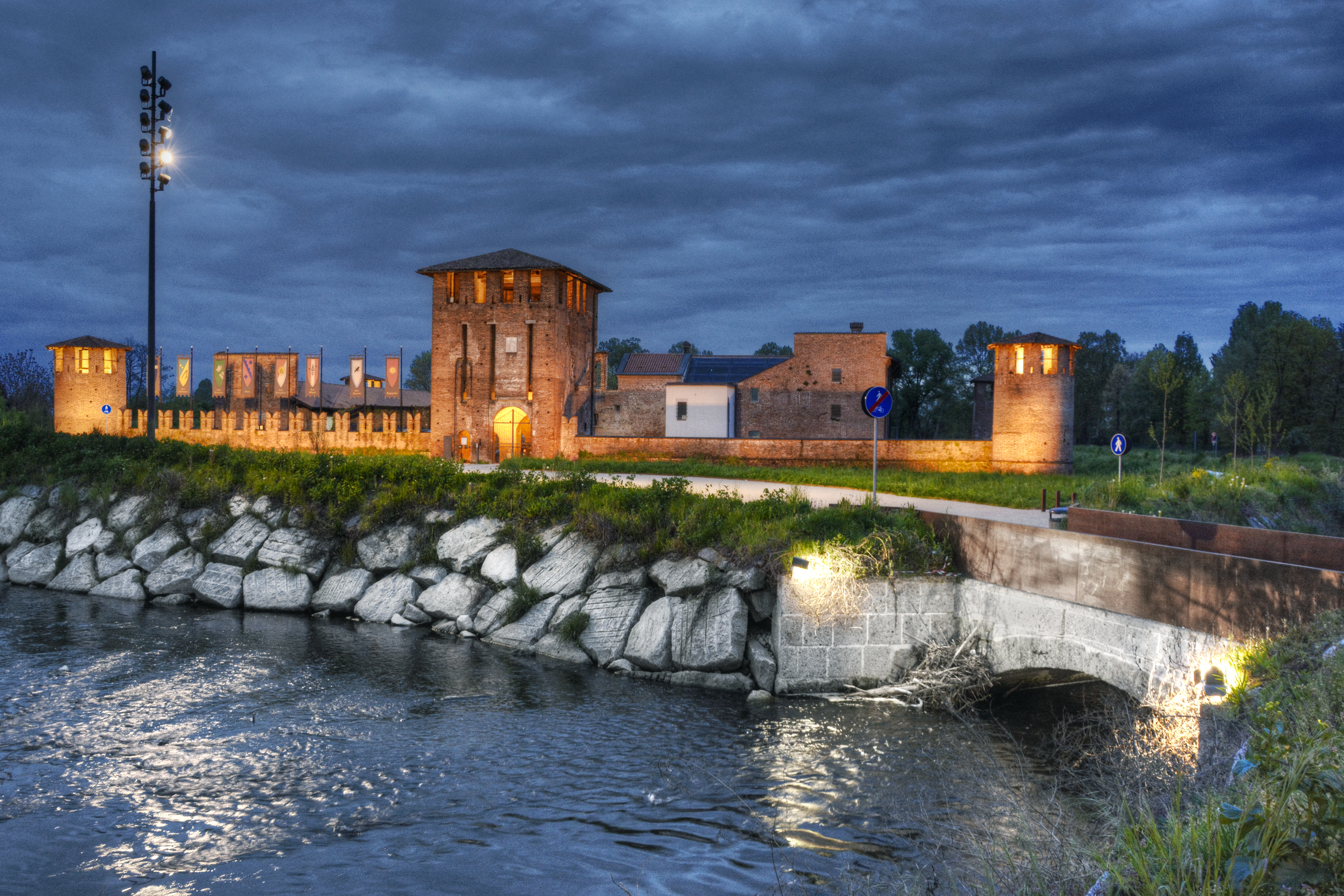
Vista notturna del castello di Legnano

Alla morte di Gian Galeazzo, Giovanni Maria Visconti diventò Duca di Milano. Alla prematura morte di quest'ultimo (1412), si scatenò una guerra civile che era capeggiata dai capitani di ventura e dai signorotti del contado milanese che si opponevano all'ascesa di Filippo Maria Visconti, legittimo erede al trono. Filippo Maria, per contrastare gli avversari, si rivolse a Francesco da Bussone, detto "Il Carmagnola", che riuscì ad avere la meglio, dopo una sanguinosa guerra, sui nemici del duca.
In questa guerra un ruolo lo ebbe anche Oldrado II Lampugnani, che partecipò anche militarmente all'attività di contrasto agli avversari della signoria viscontea e che divenne poi uno stretto consigliere del duca: in particolare, Oldrado II riuscì a sconfiggere Gabrino Fondulo, a cui tolse anche tutte le sue proprietà, compreso il castello di Castelleone, che consegnò ai Visconti. 

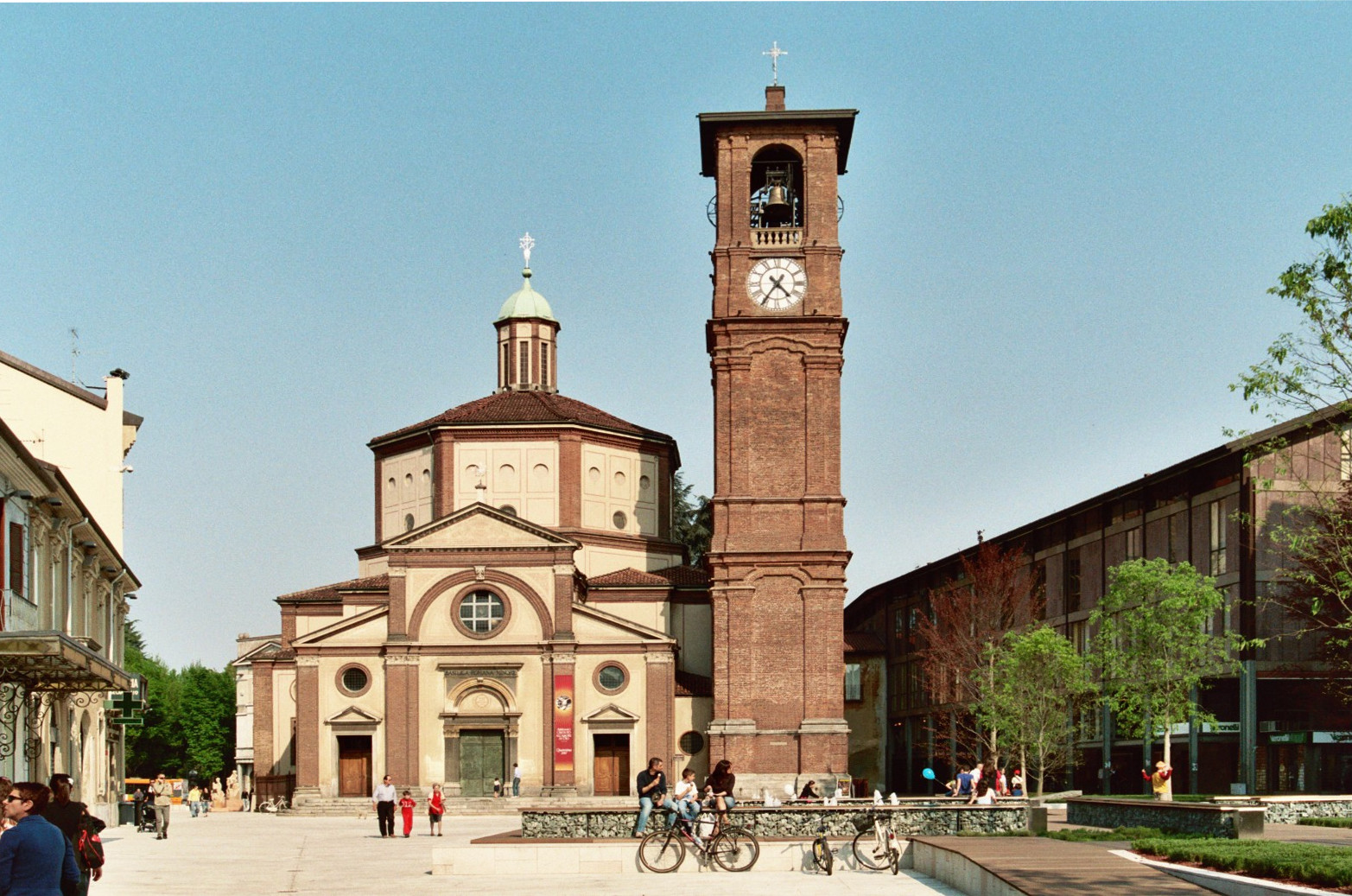
Basilica e piazza di San Magno a Legnano

Per tale motivo Filippo Maria, per sdebitarsi dei suoi servigi, nel 1437, diede in dono a Oldrado II il castello di Legnano. A Legnano Oldrado II possedeva già il Maniero Lampugnani, dimora gentilizia che si trovava nel centro storico del borgo, nonché diverse proprietà fondiarie. Nell'occasione Filippo Maria assegnò, ai Lampugnani, anche il feudo di Trecate. I Lampugnani, oltre che conti di Trecate, diventarono anche signori di Camagna Monferrato.
I fratelli Gian Giorgio I e Francesco Lampugnani, figli di Giovanni (a sua volta figlio di Oldrado) furono investiti del feudo di Casalpusterlengo nel 1450 da parte del duca Francesco Sforza. Questo ramo della famiglia mantenne il feudo di Casalpusterlengo fino al 1655, alla morte del giovanissimo erede Gian Giorgio IV. A Casalpusterlengo è ancora esistente, ben conservato, il Palazzo Lampugnani.
Sul torrione principale del castello di Legnano, sopra l'entrata, è situato uno stemma in pietra piuttosto elaborato della famiglia Lampugnani: sopra questo blasone è presente un elmo a celata che sottolinea la qualità militare di Oldrado II; è poi collocata una gerla contenente un agnello, simbolo della sua mitezza di base, il quale ha in bocca una camarra, che serve a domare i cavalli focosi e che è simbolo del comando di cavalleria. Lo stemma è completato dalle iniziali di Oldrado II, da una pigna e da alcuni rami di pino, di cui non si conosce il significato, e una croce di Malta, che si trova sul collo del cimiero e che è stata riconosciuta a Oldrado II per il ruolo che il nobile Lampugnani ebbe in alcuni negoziati tra il Duca di Milano e il re di Cipro.
I Lampugnani diedero poi, oltre un arcivescovo di Milano, Filippo I da Lampugnano, anche alcuni abati del monastero di Sant'Ambrogio di Milano, molti altri funzioni del governo ducale milanese, come capitani, giuristi e magistrati. I Lampugnani rivestirono un ruolo di primo piano per l'edificazione della basilica di San Magno a Legnano, che fu realizzata anche grazie a una loro cospicua elargizione di fondi.

## Personaggi notevoli

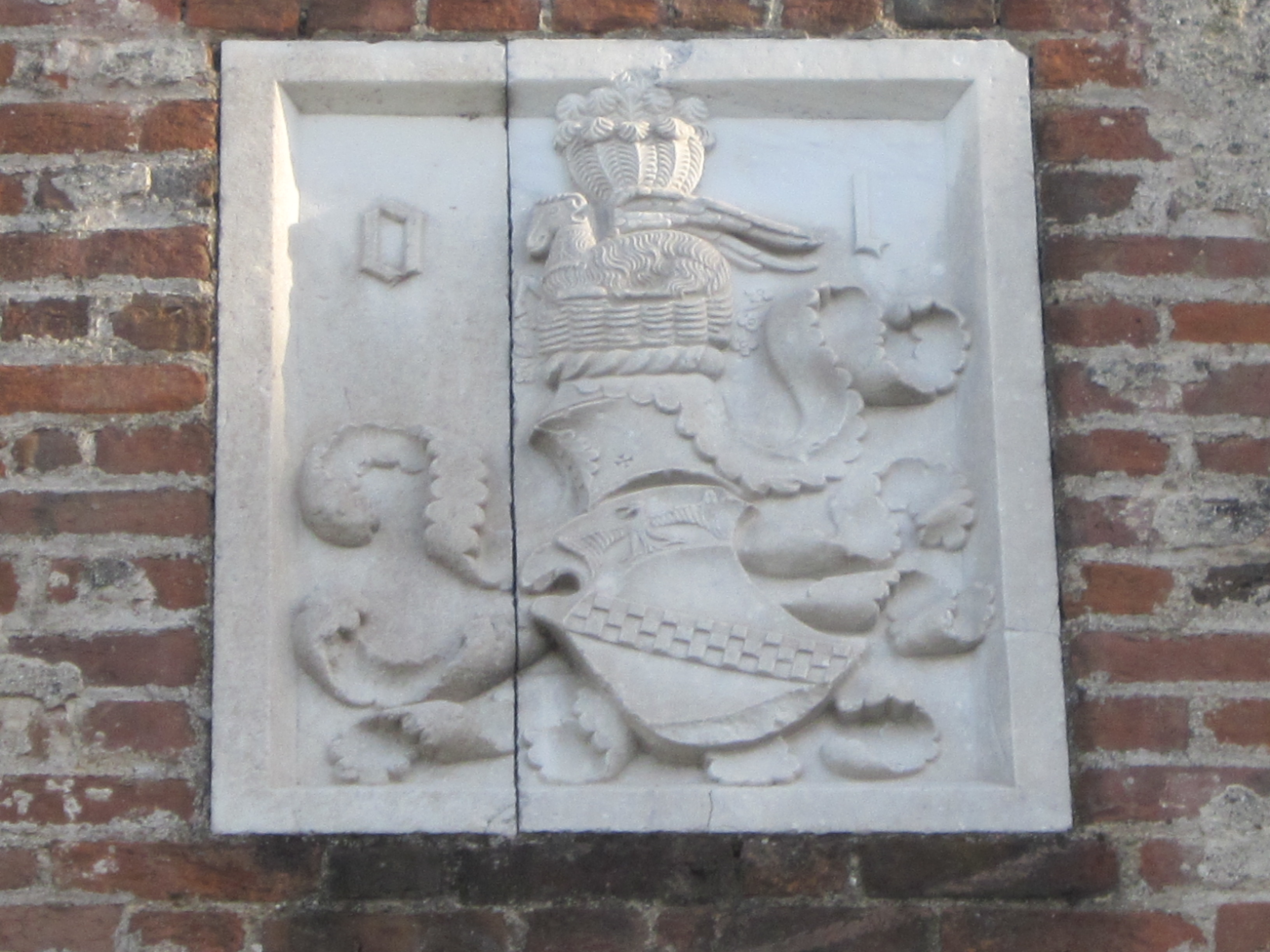
Lo stemma di Oldrado II Lampugnani, che si trova sopra l'ingresso principale del castello di Legnano

- Guglielmo da Lampugnano, fondatore.
- Filippo I da Lampugnano (?-1207), arcivescovo di Milano.
- Umberto da Lampugnano, laureato in legge all'università di Pavia, di cui fu lettore di diritto canonico, diventò maestro generale delle entrate e consigliere ducale di Gian Galeazzo Visconti.
- Ferdinando da Lampugnano, ambasciatore di Filippo d'Austria presso il Papato.
- Giorgio Lampugnani (XV secolo), ambasciatore di Gian Galeazzo Visconti presso i Gonzaga di Mantova[13].
- Oldrado II Lampugnani (1380-1460), condottiero, segretario e generale di Filippo Maria Visconti. Fortificò e ingrandì il castello di Legnano; questi, assieme al collega e parente Signorolo 2° Amadeo[14], insegnò diritto nello Studium di Pavia e fu insignito del titolo comitale da Francesco Sforza, per i servigi di consigliere segreto.
- Princivalle Lampugnani (?-1487), fratello di Giovanni Andrea, ufficiale della zecca di Milano (1454), commissario ducale di Piacenza (1466-1472), capitano di La Spezia (1472-1474)[15][16].
- Giovanni Battista Lampugnani (Milano, 1708 circa – Milano, 1788), compositore e clavicembalista italiano.
- Ida Lampugnani, moglie del Sen. Felice Gajo (1861 – 1935), imprenditore e politico. Il marito lasciò testamento affinché lei costruisse il santuario di San Felice ed un ricovero per anziani, entrambi a Parabiago.
- Adolfo Lampugnani, ingegnere e fratello di Ida, quindi cognato e socio di Felice Gajo. Con lui alla guida l'Unione Manifatture di Parabiago incorporò il Cotonificio Muggiani di Rho (1909), oltre ad altre industrie tessili tra Verbania e l'Altomilanese.
- Raffaella Lampugnani, che nel 1933 sposò Giulio Riva, il quale acquisterà il controllo del Cotonificio Vallesusa nel 1947.
- Davide Lampugnani (Mantova, 1969), calciatore italiano.

## Albero genealogico della famiglia Lampugnani
Sono riportati i membri titolati della famiglia.
|                                  |                                  |                             |                                                |                                                |                                    |                                                                     |                                                                     |                                      |                                                             |                                                             |                                                              |                                                              |                               |                               |                                            |                                            | | |                                                                           |                                                                           |                                  |                                  |                                      |                                      |
|                                  |                                  |                             |                                                |                                                |                                    |                                                                     |                                                                     |                                      |                                                             |                                                             | Luigi * p. 1252                                              |                                                              |                               |                               |                                            |                                            | | |                                                                           |                                                                           |                                  |                                  |                                      |                                      |
|                                  |                                  |                             |                                                |                                                |                                    |                                                                     |                                                                     |                                      |                                                             |                                                             |                                                              |                                                              |                               |                               |                                            |                                            | | |                                                                           |                                                                           |                                  |                                  |                                      |                                      |
|                                  |                                  |                             |                                                |                                                |                                    |                                                                     |                                                                     |                                      |                                                             |                                                             |                                                              |                                                              |                               |                               |                                            |                                            | | |                                                                           |                                                                           |                                  |                                  |                                      |                                      |
|                                  |                                  |                             |                                                |                                                |                                    |                                                                     |                                                                     |                                      |                                                             | Isola *? †? Corrado Castiglioni                             | Isola *? †? Corrado Castiglioni                              | Guglielmo *? †                                               | Guglielmo *? †                |                               |                                            |                                            | | |                                                                           |                                                                           |                                  |                                  |                                      |                                      |
|                                  |                                  |                             |                                                |                                                |                                    |                                                                     |                                                                     |                                      |                                                             |                                                             |                                                              |                                                              |                               |                               |                                            |                                            | | |                                                                           |                                                                           |                                  |                                  |                                      |                                      |
|                                  |                                  |                             |                                                |                                                |                                    |                                                                     |                                                                     |                                      |                                                             |                                                             |                                                              |                                                              |                               |                               |                                            |                                            | | |                                                                           |                                                                           |                                  |                                  |                                      |                                      |
|                                  |                                  |                             |                                                |                                                |                                    |                                                                     |                                                                     |                                      |                                                             |                                                             |                                                              | Alderico * p. 1340                                           |                               |                               |                                            |                                            | | |                                                                           |                                                                           |                                  |                                  |                                      |                                      |
|                                  |                                  |                             |                                                |                                                |                                    |                                                                     |                                                                     |                                      |                                                             |                                                             |                                                              |                                                              |                               |                               |                                            |                                            | | |                                                                           |                                                                           |                                  |                                  |                                      |                                      |
|                                  |                                  |                             |                                                |                                                |                                    |                                                                     |                                                                     |                                      |                                                             |                                                             |                                                              |                                                              |                               |                               |                                            |                                            | | |                                                                           |                                                                           |                                  |                                  |                                      |                                      |
|                                  |                                  |                             |                                                |                                                |                                    |                                                                     |                                                                     |                                      |                                                             |                                                             |                                                              | Oldrado I *? †                                               |                               |                               |                                            |                                            | | |                                                                           |                                                                           |                                  |                                  |                                      |                                      |
|                                  |                                  |                             |                                                |                                                |                                    |                                                                     |                                                                     |                                      |                                                             |                                                             |                                                              |                                                              |                               |                               |                                            |                                            | | |                                                                           |                                                                           |                                  |                                  |                                      |                                      |
|                                  |                                  |                             |                                                |                                                |                                    |                                                                     |                                                                     |                                      |                                                             |                                                             |                                                              |                                                              |                               |                               |                                            |                                            | | |                                                                           |                                                                           |                                  |                                  |                                      |                                      |
|                                  |                                  |                             |                                                |                                                |                                    |                                                                     |                                                                     |                                      |                                                             |                                                             |                                                              | Uberto *1345 †1399 Giovanna Omodei                           |                               |                               |                                            |                                            | | |                                                                           |                                                                           |                                  |                                  |                                      |                                      |
|                                  |                                  |                             |                                                |                                                |                                    |                                                                     |                                                                     |                                      |                                                             |                                                             |                                                              |                                                              |                               |                               |                                            |                                            | | |                                                                           |                                                                           |                                  |                                  |                                      |                                      |
|                                  |                                  |                             |                                                |                                                |                                    |                                                                     |                                                                     |                                      |                                                             |                                                             |                                                              |                                                              |                               |                               |                                            |                                            | | |                                                                           |                                                                           |                                  |                                  |                                      |                                      |
|                                  |                                  |                             | Oldrado II, I signore di Trecate *1380 †1460 ? | Oldrado II, I signore di Trecate *1380 †1460 ? | Giorgio *1385 †1449 senza eredi    | Giorgio *1385 †1449 senza eredi                                     | Franceschina *? †1450 Luigi Terzaghi                                | Franceschina *? †1450 Luigi Terzaghi | Maria *? †1454 1.Giovanni Castiglioni 2.Antonio Castiglioni | Maria *? †1454 1.Giovanni Castiglioni 2.Antonio Castiglioni | Giustina *? †? Ambrogio Bozuli                               | Giustina *? †? Ambrogio Bozuli                               | Pietro *? †? Orsina Vistarini | Pietro *? †? Orsina Vistarini |                                            |                                            | Giovanni †1406 Isabella Castiglioni                                                                | Giovanni †1406 Isabella Castiglioni                                                                |                                                                           |                                                                           | Maffiolo †1450 Giovanna Crivelli | Maffiolo †1450 Giovanna Crivelli |                                      |                                      |
|                                  |                                  |                             |                                                |                                                |                                    |                                                                     |                                                                     |                                      |                                                             |                                                             |                                                              |                                                              |                               |                               |                                            |                                            | | |                                                                           |                                                                           |                                  |                                  |                                      |                                      |
|                                  |                                  |                             |                                                |                                                |                                    |                                                                     |                                                                     |                                      |                                                             |                                                             |                                                              |                                                              |                               |                               |                                            |                                            | | |                                                                           |                                                                           |                                  |                                  |                                      |                                      |
| Agostina *? †? Giorgio Vistarini | Agostina *? †? Giorgio Vistarini | Angela *? †? Pietro Bartoli | Angela *? †? Pietro Bartoli                    | Maddalena *? †? Obizzino Gambarana             | Maddalena *? †? Obizzino Gambarana | Giovanna *? †? 1. Gerolamo Lampugnani 2. Giovanni Antonio Simonetta | Giovanna *? †? 1. Gerolamo Lampugnani 2. Giovanni Antonio Simonetta |                                      |                                                             |                                                             | Princivalle †1487 Caterina Spinola                           | Princivalle †1487 Caterina Spinola                           | Bernardo *? †? senza eredi    | Bernardo *? †? senza eredi    | Giovanni Andrea *c. 1430 †1476 senza eredi | Giovanni Andrea *c. 1430 †1476 senza eredi | Cristoforo *? †? Belida del Carretto                                                               | Cristoforo *? †? Belida del Carretto                                                               | Giovanni Andrea, II signore di Trecate *? †? Lucrezia Visconti di Caronno | Giovanni Andrea, II signore di Trecate *? †? Lucrezia Visconti di Caronno | Giorgio *? †? senza eredi        | Giorgio *? †? senza eredi        | Uberto *? †? Franceschina Lampugnani | Uberto *? †? Franceschina Lampugnani |
|                                  |                                  |                             |                                                |                                                |                                    |                                                                     |                                                                     |                                      |                                                             |                                                             |                                                              |                                                              |                               |                               |                                            |                                            | | |                                                                           |                                                                           |                                  |                                  |                                      |                                      |
|                                  |                                  |                             |                                                |                                                |                                    |                                                                     |                                                                     |                                      |                                                             |                                                             |                                                              |                                                              |                               |                               |                                            |                                            | | |                                                                           |                                                                           |                                  |                                  |                                      |                                      |
|                                  |                                  |                             |                                                |                                                |                                    |                                                                     |                                                                     |                                      |                                                             |                                                             | Girolamo †1496 Giovanna Lampugnani                           | Girolamo †1496 Giovanna Lampugnani                           |                               |                               |                                            |                                            | Oldrado III, I conte di Rivalta, signore di San Giorgio di Legnano †d. 1507 Agnese Visconti        | Oldrado III, I conte di Rivalta, signore di San Giorgio di Legnano †d. 1507 Agnese Visconti        | Cristoforo † 1513 Lucrezia Landriani                                      | Cristoforo † 1513 Lucrezia Landriani                                      | Nicolò *? †? Lucrezia Saracina   | Nicolò *? †? Lucrezia Saracina   |                                      |                                      |
|                                  |                                  |                             |                                                |                                                |                                    |                                                                     |                                                                     |                                      |                                                             |                                                             |                                                              |                                                              |                               |                               |                                            |                                            | | |                                                                           |                                                                           |                                  |                                  |                                      |                                      |
|                                  |                                  |                             |                                                |                                                |                                    |                                                                     |                                                                     |                                      |                                                             |                                                             |                                                              |                                                              |                               |                               |                                            |                                            | | |                                                                           |                                                                           |                                  |                                  |                                      |                                      |
|                                  |                                  |                             |                                                |                                                |                                    |                                                                     |                                                                     |                                      |                                                             |                                                             | Orsina *? †? Gaspare Visconti di Caronno, signore di Caronno | Orsina *? †? Gaspare Visconti di Caronno, signore di Caronno |                               |                               |                                            |                                            | Ferdinando, II conte di Rivalta, signore di San Giorgio di Legnano † 1533 Bianca Visconti di Orago | Ferdinando, II conte di Rivalta, signore di San Giorgio di Legnano † 1533 Bianca Visconti di Orago |                                                                           |                                                                           |                                  |                                  |                                      |                                      |
|                                  |                                  |                             |                                                |                                                |                                    |                                                                     |                                                                     |                                      |                                                             |                                                             |                                                              |                                                              |                               |                               |                                            |                                            | | |                                                                           |                                                                           |                                  |                                  |                                      |                                      |
|                                  |                                  |                             |                                                |                                                |                                    |                                                                     |                                                                     |                                      |                                                             |                                                             |                                                              |                                                              |                               |                               |                                            |                                            | | |                                                                           |                                                                           |                                  |                                  |                                      |                                      |
|                                  |                                  |                             |                                                |                                                |                                    |                                                                     |                                                                     |                                      |                                                             |                                                             |                                                              |                                                              |                               |                               |                                            | Lucrezia † 1610 Ottavio Cusani             | Lucrezia † 1610 Ottavio Cusani                                                                     | Ottavia *? †? Francesco Dal Verme, conte del S.R.I.                                                | Ottavia *? †? Francesco Dal Verme, conte del S.R.I.                       |                                                                           |                                  |                                  |                                      |                                      |
|                                  |                                  |                             |                                                |                                                |                                    |                                                                     |                                                                     |                                      |                                                             |                                                             |                                                              |                                                              |                               |                               |                                            |                                            | | |                                                                           |                                                                           |                                  |                                  |                                      |                                      |
|                                  |                                  |                             |                                                |                                                |                                    |                                                                     |                                                                     |                                      |                                                             |                                                             |                                                              |                                                              |                               |                               |                                            |                                            | | |                                                                           |                                                                           |                                  |                                  |                                      |                                      |
|                                  |                                  |                             |                                                |                                                |                                    |                                                                     |                                                                     |                                      |                                                             |                                                             |                                                              |                                                              |                               |                               |                                            | Cornelia *? †? Gaspare Visconti Borromeo   | Cornelia *? †? Gaspare Visconti Borromeo                                                           | Alessandro, I conte di Trecate *? †? Lucia Gambaloita                                              | Alessandro, I conte di Trecate *? †? Lucia Gambaloita                     | Camillo †1550 ?                                                           | Camillo †1550 ?                  |                                  |                                      |                                      |
|                                  |                                  |                             |                                                |                                                |                                    |                                                                     |                                                                     |                                      |                                                             |                                                             |                                                              |                                                              |                               |                               |                                            |                                            | | |                                                                           |                                                                           |                                  |                                  |                                      |                                      |
|                                  |                                  |                             |                                                |                                                |                                    |                                                                     |                                                                     |                                      |                                                             |                                                             |                                                              |                                                              |                               |                               |                                            |                                            | | |                                                                           |                                                                           |                                  |                                  |                                      |                                      |
|                                  |                                  |                             |                                                |                                                |                                    |                                                                     |                                                                     |                                      |                                                             |                                                             |                                                              |                                                              |                               |                               |                                            |                                            | | Isabella, signora di Farfengo †1579 Pietro Maria IV Rossi di San Secondo                           | Isabella, signora di Farfengo †1579 Pietro Maria IV Rossi di San Secondo  | Ottavio †1552 ?                                                           | Ottavio †1552 ?                  |                                  |                                      |                                      |
|                                  |                                  |                             |                                                |                                                |                                    |                                                                     |                                                                     |                                      |                                                             |                                                             |                                                              |                                                              |                               |                               |                                            |                                            | | |                                                                           |                                                                           |                                  |                                  |                                      |                                      |
|                                  |                                  |                             |                                                |                                                |                                    |                                                                     |                                                                     |                                      |                                                             |                                                             |                                                              |                                                              |                               |                               |                                            |                                            | | |                                                                           |                                                                           |                                  |                                  |                                      |                                      |
|                                  |                                  |                             |                                                |                                                |                                    |                                                                     |                                                                     |                                      |                                                             |                                                             |                                                              |                                                              |                               |                               |                                            |                                            | | |                                                                           | Elisabetta *? †? Luigi Gonzaga                                            |                                  |                                  |                                      |                                      |

## Altro
- Lampugnani Editore (del milanese Alessandro Lampugnani), pubblicò Storia di una capinera di Giovanni Verga.